# ゴールデングローブ賞 映画部門 作品賞 (ドラマ部門)
ゴールデングローブ賞 映画部門 作品賞（ドラマ部門）（Golden Globe Award for Best Motion Picture - Drama）はゴールデングローブ賞の部門の一つであり、1951年度より設置された。
元々、最優秀作品のための部門はひとつしかなかったが、 第9回より演技賞と作品賞はドラマ部門とミュージカル・コメディ部門に分割された。1953年に一度だけ再統一されたことがあった。

## 候補作品一覧
- 太字のものが受賞作品。
- "†" 付きのものはその年のアカデミー作品賞受賞作品。
- "*" 付きのものはその年のアカデミー作品賞候補作品。

### 1950年代
| 年   | 作品                 | 監督                     | プロデューサー               |
| ---- | -------------------- | ------------------------ | ---------------------------- |
| 1951 | 陽のあたる場所 *     | ジョージ・スティーヴンス | ジョージ・スティーヴンス     |
| 1951 | 輝かしき勝利         | マーク・ロブソン         | ロバート・バックナー         |
| 1951 | 探偵物語             | ウィリアム・ワイラー     | ウィリアム・ワイラー         |
| 1951 | クォ・ヴァディス *   | マーヴィン・ルロイ       | サム・ジンバリスト           |
| 1951 | 欲望という名の電車 * | エリア・カザン           | チャールズ・K・フェルドマン  |
| 1952 | 地上最大のショウ †   | セシル・B・デミル        | セシル・B・デミル            |
| 1952 | 愛しのシバよ帰れ     | ダニエル・マン           | ハル・B・ウォリス            |
| 1952 | The Happy Time       | リチャード・フライシャー | アール・フェントン           |
| 1952 | 真昼の決闘 *         | フレッド・ジンネマン     | スタンリー・クレイマー       |
| 1952 | The Thief            | ラッセル・ラウズ         | クラレンス・グリーン         |
| 1953 | 無し                 | 無し                     | 無し                         |
| 1954 | 波止場 †             | エリア・カザン           | サム・スピーゲル             |
| 1955 | エデンの東           | エリア・カザン           | エリア・カザン               |
| 1956 | 八十日間世界一周 †   | マイケル・アンダーソン   | ケヴィン・マクローリー       |
| 1956 | ジャイアンツ *       | ジョージ・スティーヴンス | Henry Ginsberg               |
| 1956 | 炎の人ゴッホ         | ヴィンセント・ミネリ     | ジョン・ハウスマン           |
| 1956 | 雨を降らす男         | ジョセフ・アンソニー     | ハル・B・ウォリス            |
| 1956 | 戦争と平和           | キング・ヴィダー         | ディノ・デ・ラウレンティス   |
| 1957 | 戦場にかける橋 †     | デヴィッド・リーン       | サム・スピーゲル             |
| 1957 | 夜を逃れて           | フレッド・ジンネマン     | バディ・アドラー             |
| 1957 | サヨナラ *           | ジョシュア・ローガン     | ウィリアム・ゲッツ           |
| 1957 | 十二人の怒れる男 *   | シドニー・ルメット       | ヘンリー・フォンダ           |
| 1957 | 情婦 *               | ビリー・ワイルダー       | アーサー・ホーンブロウ・Jr   |
| 1958 | 手錠のまゝの脱獄 *   | スタンリー・クレイマー   | スタンリー・クレイマー       |
| 1958 | 熱いトタン屋根の猫 * | リチャード・ブルックス   | ローレンス・ウェインガーテン |
| 1958 | 黄昏に帰れ           | マーヴィン・ルロイ       | マーヴィン・ルロイ           |
| 1958 | 私は死にたくない     | ロバート・ワイズ         | Claude Miller                |
| 1958 | 旅路 *               | デルバート・マン         | ハロルド・ヘクト             |
| 1959 | ベン・ハー †         | ウィリアム・ワイラー     | サム・ジンバリスト           |
| 1959 | 或る殺人 *           | オットー・プレミンジャー | オットー・プレミンジャー     |
| 1959 | アンネの日記 *       | ジョージ・スティーヴンス | ジョージ・スティーヴンス     |
| 1959 | 尼僧物語 *           | フレッド・ジンネマン     | ヘンリー・ブランク           |
| 1959 | 渚にて               | スタンリー・クレイマー   | スタンリー・クレイマー       |

### 1960年代
| 年   | 映画                                 | 監督                            | プロデューサー               |
| ---- | ------------------------------------ | ------------------------------- | ---------------------------- |
| 1960 | スパルタカス                         | スタンリー・キューブリック      | エドワード・ルイス           |
| 1960 | エルマー・ガントリー/魅せられた男 *  | リチャード・ブルックス          | バーナード・スミス           |
| 1960 | 風の遺産                             | スタンリー・クレイマー          | スタンリー・クレイマー       |
| 1960 | 息子と恋人 *                         | ジャック・カーディフ            | ジェリー・ウォルド           |
| 1960 | ルーズベルト物語                     | ヴィンセント・J・ドナヒュー     | ドア・シャリー               |
| 1961 | ナバロンの要塞 *                     | J・リー・トンプソン             | カール・フォアマン           |
| 1961 | エル・シド                           | アンソニー・マン                | サミュエル・ブロンストン     |
| 1961 | ファニー *                           | ジョシュア・ローガン            | ベン・カディッシュ           |
| 1961 | ニュールンベルグ裁判 *               | スタンリー・クレイマー          | スタンリー・クレイマー       |
| 1961 | 草原の輝き                           | エリア・カザン                  | エリア・カザン               |
| 1962 | アラビアのロレンス †                 | デヴィッド・リーン              | サム・スピーゲル             |
| 1962 | チャップマン報告                     | ジョージ・キューカー            | ダリル・F・ザナック          |
| 1962 | 酒とバラの日々                       | ブレイク・エドワーズ            | マーティン・マヌリス         |
| 1962 | フロイド/隠された欲望                | ジョン・ヒューストン            | ウォルフガング・ラインハルト |
| 1962 | 青年                                 | マーティン・リット              | ジェリー・ウォルド           |
| 1962 | 脱走                                 | フィリップ・ダン                | マーク・ロブソン             |
| 1962 | 史上最大の作戦 *                     | ケン・アナキン                  | ダリル・F・ザナック          |
| 1962 | 奇跡の人                             | アーサー・ペン                  | フレッド・コー               |
| 1962 | 戦艦バウンティ *                     | ルイス・マイルストン            | アーロン・ローゼンバーグ     |
| 1962 | アラバマ物語 *                       | ロバート・マリガン              | アラン・J・パクラ            |
| 1963 | 枢機卿                               | オットー・プレミンジャー        | オットー・プレミンジャー     |
| 1963 | アメリカ アメリカ *                  | エリア・カザン                  | エリア・カザン               |
| 1963 | ニューマンという男                   | デヴィッド・ミラー              | ロバート・アーサー           |
| 1963 | The Caretakers                       | ホール・バートレット            | ホール・バートレット         |
| 1963 | クレオパトラ *                       | ジョーゼフ・L・マンキーウィッツ | ウォルター・ウェンジャー     |
| 1963 | 大脱走                               | ジョン・スタージェス            | ジョン・スタージェス         |
| 1963 | ハッド                               | マーティン・リット              | アーヴィング・ラヴェッチ     |
| 1963 | 野のユリ *                           | ラルフ・ネルソン                | ラルフ・ネルソン             |
| 1964 | ベケット *                           | ピーター・グレンヴィル          | ハル・B・ウォリス            |
| 1964 | ドーヴァーの青い花                   | ロナルド・ニーム                | ロス・ハンター               |
| 1964 | ニューヨークの恋人                   | デルバート・マン                | マーティン・マヌリス         |
| 1964 | イグアナの夜                         | ジョン・ヒューストン            | ジョン・ヒューストン         |
| 1964 | その男ゾルバ *                       | マイケル・カコヤニス            | マイケル・カコヤニス         |
| 1965 | ドクトル・ジバゴ *                   | デヴィッド・リーン              | Arvid Griffen                |
| 1965 | コレクター                           | ウィリアム・ワイラー            | ジャド・キンバーグ           |
| 1965 | 飛べ!フェニックス                    | ロバート・アルドリッチ          | ロバート・アルドリッチ       |
| 1965 | いつか見た青い空                     | ガイ・グリーン                  | ガイ・グリーン               |
| 1965 | 愚か者の船 *                         | スタンリー・クレイマー          | スタンリー・クレイマー       |
| 1966 | わが命つきるとも †                   | フレッド・ジンネマン            | フレッド・ジンネマン         |
| 1966 | 野生のエルザ                         | ジェームズ・H・ヒル             | サム・ジャッフェ             |
| 1966 | プロフェッショナル                   | リチャード・ブルックス          | リチャード・ブルックス       |
| 1966 | 砲艦サンパブロ *                     | ロバート・ワイズ                | ロバート・ワイズ             |
| 1966 | バージニア・ウルフなんかこわくない * | マイク・ニコルズ                | アーネスト・レーマン         |
| 1967 | 夜の大捜査線 †                       | ノーマン・ジュイソン            | ウォルター・ミリッシュ       |
| 1967 | 俺たちに明日はない *                 | アーサー・ペン                  | ウォーレン・ベイティ         |
| 1967 | 遥か群衆を離れて                     | ジョン・シュレシンジャー        | ジョゼフ・ジャンニ           |
| 1967 | 招かれざる客 *                       | スタンリー・クレイマー          | George Glass                 |
| 1967 | 冷血                                 | リチャード・ブルックス          | リチャード・ブルックス       |
| 1968 | 冬のライオン *                       | アンソニー・ハーヴェイ          | マーティン・ポール           |
| 1968 | まごころを君に                       | ラルフ・ネルソン                | ラルフ・ネルソン             |
| 1968 | フィクサー                           | ジョン・フランケンハイマー      | エドワード・ルイス           |
| 1968 | 愛すれど心さびしく                   | ロバート・エリス・ミラー        | ジョエル・フリーマン         |
| 1968 | 栄光の座                             | マイケル・アンダーソン          | ジョージ・イングランド       |
| 1969 | 1000日のアン *                       | チャールズ・ジャロット          | ハル・B・ウォリス            |
| 1969 | 明日に向って撃て! *                  | ジョージ・ロイ・ヒル            | ジョン・フォアマン           |
| 1969 | 真夜中のカーボーイ †                 | ジョン・シュレシンジャー        | ジェローム・ヘルマン         |
| 1969 | ミス・ブロディの青春                 | ロナルド・ニーム                | ジェームズ・クレッソン       |
| 1969 | ひとりぼっちの青春                   | シドニー・ポラック              | ロバート・チャートフ         |

### 1970年代
| 年   | 映画                                  | 監督                            | プロデューサー                                |
| ---- | ------------------------------------- | ------------------------------- | --------------------------------------------- |
| 1970 | ある愛の詩 *                          | アーサー・ヒラー                | ハワード・G・ミンスキー                       |
| 1970 | 大空港 *                              | ジョージ・シートン              | ロス・ハンター                                |
| 1970 | ファイブ・イージー・ピーセス *        | ボブ・ラフェルソン              | ロバート・デイリー                            |
| 1970 | 父の肖像                              | ギルバート・ケイツ              | ギルバート・ケイツ                            |
| 1970 | パットン大戦車軍団 †                  | フランクリン・J・シャフナー     | フランク・カフィー                            |
| 1971 | フレンチ・コネクション †              | ウィリアム・フリードキン        | フィリップ・ダントーニ                        |
| 1971 | 時計じかけのオレンジ *                | スタンリー・キューブリック      | サイ・リトヴィノフ                            |
| 1971 | ラスト・ショー *                      | ピーター・ボグダノヴィッチ      | スティーブン・J・フリードマン                 |
| 1971 | クイン・メリー/愛と悲しみの生涯       | チャールズ・ジャロット          | ハル・B・ウォリス                             |
| 1971 | おもいでの夏                          | ロバート・マリガン              | リチャード・A・ロス                           |
| 1972 | ゴッドファーザー †                    | フランシス・フォード・コッポラ  | アルバート・S・ラディ                         |
| 1972 | 脱出 (1972年のアメリカ合衆国の映画) * | ジョン・ブアマン                | ジョン・ブアマン                              |
| 1972 | フレンジー                            | アルフレッド・ヒッチコック      | ウィリアム・ヒル                              |
| 1972 | ポセイドン・アドベンチャー            | ロナルド・ニーム                | アーウィン・アレン                            |
| 1972 | 探偵                                  | ジョーゼフ・L・マンキーウィッツ | モートン・ゴットリーブ                        |
| 1973 | エクソシスト *                        | ウィリアム・フリードキン        | ウィリアム・ピーター・ブラッティ              |
| 1973 | シンデレラ・リバティー/かぎりなき愛   | マーク・ライデル                | マーク・ライデル                              |
| 1973 | ジャッカルの日                        | フレッド・ジンネマン            | ジョン・ウルフ                                |
| 1973 | ラストタンゴ・イン・パリ              | ベルナルド・ベルトルッチ        | アルベルト・グリマルディ                      |
| 1973 | セイブ・ザ・タイガー                  | ジョン・G・アヴィルドセン       | エドワード・S・フェルドマン                   |
| 1973 | セルピコ                              | シドニー・ルメット              | ディノ・デ・ラウレンティス                    |
| 1974 | チャイナタウン *                      | ロマン・ポランスキー            | ロバート・エヴァンス                          |
| 1974 | カンバセーション…盗聴… *              | フランシス・フォード・コッポラ  | フランシス・フォード・コッポラ                |
| 1974 | 大地震                                | マーク・ロブソン                | マーク・ロブソン                              |
| 1974 | ゴッドファーザー PART II †            | フランシス・フォード・コッポラ  | フランシス・フォード・コッポラ                |
| 1974 | こわれゆく女                          | ジョン・カサヴェテス            | サム・ショウ                                  |
| 1975 | カッコーの巣の上で †                  | ミロス・フォアマン              | マイケル・ダグラス                            |
| 1975 | バリー・リンドン *                    | スタンリー・キューブリック      | スタンリー・キューブリック                    |
| 1975 | 狼たちの午後 *                        | シドニー・ルメット              | マーティン・ブレグマン                        |
| 1975 | ジョーズ *                            | スティーヴン・スピルバーグ      | デイヴィッド・ブラウン                        |
| 1975 | ナッシュビル *                        | ロバート・アルトマン            | ロバート・アルトマン                          |
| 1976 | ロッキー †                            | ジョン・G・アヴィルドセン       | ロバート・チャートフ アーウィン・ウィンクラー |
| 1976 | 大統領の陰謀 *                        | アラン・J・パクラ               | ウォルター・コブレンツ                        |
| 1976 | ウディ・ガスリー/わが心のふるさと *   | ハル・アシュビー                | ロバート・F・ブラモフ                         |
| 1976 | ネットワーク *                        | シドニー・ルメット              | ハワード・ゴットフリード                      |
| 1976 | さすらいの航海                        | スチュアート・ローゼンバーグ    | ロバート・フライヤー                          |
| 1977 | 愛と喝采の日々 *                      | ハーバート・ロス                | アーサー・ローレンツ                          |
| 1977 | 未知との遭遇                          | スティーヴン・スピルバーグ      | ジュリア・フィリップス                        |
| 1977 | I Never Promised You a Rose Garden    | アンソニー・ペイジ              | ダニエル・H・ブラット                         |
| 1977 | ジュリア *                            | フレッド・ジンネマン            | リチャード・ロス                              |
| 1977 | スター・ウォーズ *                    | ジョージ・ルーカス              | ゲイリー・カーツ                              |
| 1978 | ミッドナイト・エクスプレス *          | アラン・パーカー                | アラン・マーシャル                            |
| 1978 | 帰郷 *                                | ハル・アシュビー                | ロバート・C・ジョーンズ                       |
| 1978 | 天国の日々                            | テレンス・マリック              | バート・シュナイダー                          |
| 1978 | ディア・ハンター †                    | マイケル・チミノ                | バリー・スパイキングス                        |
| 1978 | 結婚しない女 *                        | ポール・マザースキー            | ポール・マザースキー                          |
| 1979 | クレイマー、クレイマー †              | ロバート・ベントン              | スタンリー・R・ジャッフェ                     |
| 1979 | 地獄の黙示録 *                        | フランシス・フォード・コッポラ  | フランシス・フォード・コッポラ                |
| 1979 | チャイナ・シンドローム                | ジェームズ・ブリッジス          | マイケル・ダグラス                            |
| 1979 | マンハッタン                          | ウディ・アレン                  | チャールズ・H・ジョフィ                       |
| 1979 | ノーマ・レイ *                        | マーティン・リット              | アレックス・ローズ                            |

### 1980年代
| 年   | 映画                                       | 監督                             | プロデューサー                   |
| ---- | ------------------------------------------ | -------------------------------- | -------------------------------- |
| 1980 | 普通の人々 †                               | ロバート・レッドフォード         | ロナルド・L・シュワリー          |
| 1980 | エレファント・マン *                       | デヴィッド・リンチ               | ジョナサン・サンガー             |
| 1980 | トゥインクル・トゥインクル・キラー・カーン | ウィリアム・ピーター・ブラッティ | ウィリアム・ピーター・ブラッティ |
| 1980 | レイジング・ブル *                         | マーティン・スコセッシ           | ロバート・チャートフ             |
| 1980 | スタントマン                               | リチャード・ラッシュ             | リチャード・ラッシュ             |
| 1981 | 黄昏 *                                     | マーク・ライデル                 | ブルース・ギルバード             |
| 1981 | フランス軍中尉の女                         | カレル・ライス                   | レオン・クロア                   |
| 1981 | プリンス・オブ・シティ                     | シドニー・ルメット               | シドニー・ルメット               |
| 1981 | ラグタイム                                 | ミロス・フォアマン               | ディノ・デ・ラウレンティス       |
| 1981 | レッズ *                                   | ウォーレン・ベイティ             | ウォーレン・ベイティ             |
| 1982 | E.T. *                                     | スティーヴン・スピルバーグ       | スティーヴン・スピルバーグ       |
| 1982 | ミッシング *                               | コスタ＝ガヴラス                 | エドワード・ルイス               |
| 1982 | 愛と青春の旅だち                           | テイラー・ハックフォード         | マーティン・エルファンド         |
| 1982 | ソフィーの選択                             | アラン・J・パクラ                | アラン・J・パクラ                |
| 1982 | 評決 *                                     | シドニー・ルメット               | デイヴィッド・ブラウン           |
| 1983 | 愛と追憶の日々 †                           | ジェームズ・L・ブルックス        | ジェームズ・L・ブルックス        |
| 1983 | Reuben, Reuben                             | ロバート・エリス・ミラー         | ジュリアス・J・エプスタイン      |
| 1983 | ライトスタッフ *                           | フィリップ・カウフマン           | アーウィン・ウィンクラー         |
| 1983 | シルクウッド                               | マイク・ニコルズ                 | アリス・アーレン                 |
| 1983 | テンダー・マーシー *                       | ブルース・ベレスフォード         | フィリップ・S・ホベル            |
| 1984 | アマデウス †                               | ミロス・フォアマン               | ソウル・ゼインツ                 |
| 1984 | コットンクラブ                             | フランシス・フォード・コッポラ   | ロバート・エヴァンス             |
| 1984 | キリング・フィールド *                     | ローランド・ジョフィ             | デヴィッド・パットナム           |
| 1984 | プレイス・イン・ザ・ハート *               | ロバート・ベントン               | ロバート・ベントン               |
| 1984 | ソルジャー・ストーリー *                   | ノーマン・ジュイソン             | ノーマン・ジュイソン             |
| 1985 | 愛と哀しみの果て †                         | シドニー・ポラック               | シドニー・ポラック               |
| 1985 | カラーパープル *                           | スティーヴン・スピルバーグ       | スティーヴン・スピルバーグ       |
| 1985 | 蜘蛛女のキス *                             | エクトール・バベンコ             | デヴィッド・ワイズマン           |
| 1985 | 暴走機関車                                 | アンドレイ・コンチャロフスキー   | リチャード・ガルシア             |
| 1985 | 刑事ジョン・ブック 目撃者 *                | ピーター・ウィアー               | エドワード・S・フェルドマン      |
| 1986 | プラトーン †                               | オリバー・ストーン               | アーノルド・コペルソン           |
| 1986 | 愛は静けさの中に *                         | ランダ・ヘインズ                 | クリス・ベンダー                 |
| 1986 | ミッション *                               | ローランド・ジョフィ             | フェルナンド・ギア               |
| 1986 | モナリザ                                   | ニール・ジョーダン               | スティーヴン・ウーリー           |
| 1986 | 眺めのいい部屋 *                           | ジェームズ・アイヴォリー         | イスマイル・マーチャント         |
| 1986 | スタンド・バイ・ミー                       | ロブ・ライナー                   | ブルース・A・エヴァンス          |
| 1987 | ラストエンペラー †                         | ベルナルド・ベルトルッチ         | ジェレミー・トーマス             |
| 1987 | 遠い夜明け                                 | リチャード・アッテンボロー       | リチャード・アッテンボロー       |
| 1987 | 太陽の帝国                                 | スティーヴン・スピルバーグ       | キャスリーン・ケネディ           |
| 1987 | 危険な情事 *                               | エイドリアン・ライン             | スタンリー・R・ジャッフェ        |
| 1987 | ラ★バンバ                                  | ルイス・ヴァルデス               | スチュアート・ベンジャミン       |
| 1987 | ナッツ                                     | マーティン・リット               | テリ・シュワルツ                 |
| 1988 | レインマン †                               | バリー・レヴィンソン             | マーク・ジョンソン               |
| 1988 | 偶然の旅行者 *                             | ローレンス・カスダン             | フィリス・カーライル             |
| 1988 | A Cry in the Dark                          | フレッド・スケピシ               | ヨーラム・グローバス             |
| 1988 | 愛は霧のかなたに                           | マイケル・アプテッド             | ピーター・グーバー               |
| 1988 | ミシシッピー・バーニング *                 | アラン・パーカー                 | ロバート・F・コールズベリー      |
| 1988 | 旅立ちの時                                 | シドニー・ルメット               | グリフィン・ダン                 |
| 1988 | 存在の耐えられない軽さ                     | フィリップ・カウフマン           | ベルティル・オルソン             |
| 1989 | 7月4日に生まれて *                         | オリバー・ストーン               | A・キットマン・ホー              |
| 1989 | ウディ・アレンの重罪と軽罪                 | ウディ・アレン                   | チャールズ・H・ジョフィ          |
| 1989 | いまを生きる *                             | ピーター・ウィアー               | ポール・ユンガー・ウィット       |
| 1989 | ドゥ・ザ・ライト・シング                   | スパイク・リー                   | スパイク・リー                   |
| 1989 | グローリー                                 | エドワード・ズウィック           | フレディ・フィールズ             |

### 1990年代
| 年   | 映画                                      | 監督                           | プロデューサー                     |
| ---- | ----------------------------------------- | ------------------------------ | ---------------------------------- |
| 1990 | ダンス・ウィズ・ウルブズ †                | ケビン・コスナー               | ケビン・コスナー ジム・ウィルソン  |
| 1990 | わが心のボルチモア                        | バリー・レヴィンソン           | マーク・ジョンソン                 |
| 1990 | ゴッドファーザー PART III *               | フランシス・フォード・コッポラ | フランシス・フォード・コッポラ     |
| 1990 | グッドフェローズ *                        | マーティン・スコセッシ         | アーウィン・ウィンクラー           |
| 1990 | 運命の逆転                                | バーベット・シュローダー       | エドワード・R・プレスマン          |
| 1991 | バグジー *                                | バリー・レヴィンソン           | ウォーレン・ベイティ               |
| 1991 | JFK *                                     | オリバー・ストーン             | アーノン・ミルチャン               |
| 1991 | サウス・キャロライナ/愛と追憶の彼方 *     | バーブラ・ストライサンド       | アンドリュー・S・カーシュ          |
| 1991 | 羊たちの沈黙 †                            | ジョナサン・デミ               | ケネス・ウット                     |
| 1991 | テルマ&ルイーズ                           | リドリー・スコット             | ミミ・ポーク                       |
| 1992 | セント・オブ・ウーマン/夢の香り *         | マーティン・ブレスト           | マーティン・ブレスト               |
| 1992 | クライング・ゲーム *                      | ニール・ジョーダン             | スティーヴン・ウーリー             |
| 1992 | ア・フュー・グッドメン *                  | ロブ・ライナー                 | デヴィッド・ブラウン               |
| 1992 | ハワーズ・エンド *                        | ジェームズ・アイヴォリー       | イスマイル・マーチャント           |
| 1992 | 許されざる者 †                            | クリント・イーストウッド       | クリント・イーストウッド           |
| 1993 | シンドラーのリスト †                      | スティーヴン・スピルバーグ     | スティーヴン・スピルバーグ         |
| 1993 | エイジ・オブ・イノセンス/汚れなき情事     | マーティン・スコセッシ         | バーバラ・デ・フィーナ             |
| 1993 | 父の祈りを *                              | ジム・シェリダン               | ジム・シェリダン                   |
| 1993 | ピアノ・レッスン *                        | ジェーン・カンピオン           | ジェーン・チャップマン             |
| 1993 | 日の名残り *                              | ジェームズ・アイヴォリー       | イスマイル・マーチャント           |
| 1994 | フォレスト・ガンプ/一期一会 †             | ロバート・ゼメキス             | ウェンディ・フィネルマン           |
| 1994 | レジェンド・オブ・フォール/果てしなき想い | エドワード・ズウィック         | マーシャル・ハースコビッツ         |
| 1994 | ネル                                      | マイケル・アプテッド           | ジョディ・フォスター               |
| 1994 | パルプ・フィクション *                    | クエンティン・タランティーノ   | ローレンス・ベンダー               |
| 1994 | クイズ・ショウ *                          | ロバート・レッドフォード       | ロバート・レッドフォード           |
| 1995 | いつか晴れた日に *                        | アン・リー                     | ローリー・ボルグ                   |
| 1995 | アポロ13 *                                | ロン・ハワード                 | ブライアン・グレイザー             |
| 1995 | ブレイブハート †                          | メル・ギブソン                 | メル・ギブソン                     |
| 1995 | マディソン郡の橋                          | クリント・イーストウッド       | クリント・イーストウッド           |
| 1995 | リービング・ラスベガス                    | マイク・フィギス               | リラ・カゼス                       |
| 1996 | イングリッシュ・ペイシェント †            | アンソニー・ミンゲラ           | ソウル・ゼインツ                   |
| 1996 | 奇跡の海                                  | ラース・フォン・トリアー       | ピーター・オルベク・イェンセン     |
| 1996 | ラリー・フリント                          | ミロス・フォアマン             | オリバー・ストーン                 |
| 1996 | 秘密と嘘 *                                | マイク・リー                   | サイモン・チャニング・ウィリアムズ |
| 1996 | シャイン *                                | スコット・ヒックス             | ジェーン・スコット                 |
| 1997 | タイタニック †                            | ジェームズ・キャメロン         | ジョン・ランドー                   |
| 1997 | アミスタッド                              | スティーヴン・スピルバーグ     | デビー・アレン                     |
| 1997 | ボクサー                                  | ジム・シェリダン               | アーサー・ラッピン                 |
| 1997 | グッド・ウィル・ハンティング/旅立ち *     | ガス・ヴァン・サント           | ローレンス・ベンダー               |
| 1997 | L.A.コンフィデンシャル *                  | カーティス・ハンソン           | カーティス・ハンソン               |
| 1998 | プライベート・ライアン *                  | スティーヴン・スピルバーグ     | スティーヴン・スピルバーグ         |
| 1998 | エリザベス *                              | シェーカル・カプール           | ティム・ビーヴァン                 |
| 1998 | ゴッド・アンド・モンスター                | ビル・コンドン                 | ポール・コリクマン                 |
| 1998 | モンタナの風に抱かれて                    | ロバート・レッドフォード       | パトリック・マーキー               |
| 1998 | トゥルーマン・ショー                      | ピーター・ウィアー             | エドワード・S・フェルドマン        |
| 1999 | アメリカン・ビューティー †                | サム・メンデス                 | ブルース・コーエン                 |
| 1999 | ことの終わり                              | ニール・ジョーダン             | ニール・ジョーダン                 |
| 1999 | ザ・ハリケーン                            | ノーマン・ジュイソン           | アーミアン・バーンスタイン         |
| 1999 | インサイダー *                            | マイケル・マン                 | ピーター・ジャン・ブルージ         |
| 1999 | リプリー                                  | アンソニー・ミンゲラ           | ウィリアム・ホーバーグ             |

### 2000年代
| 年   | 映画                                        | 監督                                   | プロデューサー |
| ---- | ------------------------------------------- | -------------------------------------- | --- |
| 2000 | グラディエーター †                          | リドリー・スコット                     | ダグラス・ウィック |
| 2000 | リトル・ダンサー                            | スティーブン・ダルドリー               | チャールズ・ブランド |
| 2000 | エリン・ブロコビッチ *                      | スティーヴン・ソダーバーグ             | ダニー・デヴィート |
| 2000 | 太陽の雫                                    | サボー・イシュトヴァーン               | アンドラス・ハモリ |
| 2000 | トラフィック *                              | スティーヴン・ソダーバーグ             | エドワード・ズウィック |
| 2000 | ワンダー・ボーイズ                          | カーティス・ハンソン                   | カーティス・ハンソン |
| 2001 | ビューティフル・マインド †                  | ロン・ハワード                         | ロン・ハワード ブライアン・グレイザー |
| 2001 | イン・ザ・ベッドルーム *                    | トッド・フィールド                     | トッド・フィールド |
| 2001 | ロード・オブ・ザ・リング *                  | ピーター・ジャクソン                   | ピーター・ジャクソン |
| 2001 | バーバー                                    | ジョエル・コーエン                     | イーサン・コーエン |
| 2001 | マルホランド・ドライブ                      | デヴィッド・リンチ                     | ピエール・エデルマン |
| 2002 | めぐりあう時間たち *                        | スティーブン・ダルドリー               | マーク・ハッファム |
| 2002 | アバウト・シュミット                        | アレクサンダー・ペイン                 | マイケル・ベスマン |
| 2002 | ギャング・オブ・ニューヨーク *              | マーティン・スコセッシ                 | アルベルト・グリマルディ |
| 2002 | ロード・オブ・ザ・リング/二つの塔 *         | ピーター・ジャクソン                   | ピーター・ジャクソン |
| 2002 | 戦場のピアニスト *                          | ロマン・ポランスキー                   | ロマン・ポランスキー |
| 2003 | ロード・オブ・ザ・リング/王の帰還 †         | ピーター・ジャクソン                   | ピーター・ジャクソン |
| 2003 | コールド マウンテン                         | アンソニー・ミンゲラ                   | アルバート・バーガー |
| 2003 | マスター・アンド・コマンダー *              | ピーター・ウィアー                     | ピーター・ウィアー |
| 2003 | ミスティック・リバー *                      | クリント・イーストウッド               | ロバート・ロレンツ |
| 2003 | シービスケット *                            | ゲイリー・ロス                         | キャスリーン・ケネディ |
| 2004 | アビエイター *                              | マーティン・スコセッシ                 | マイケル・マン |
| 2004 | クローサー                                  | マイク・ニコルズ                       | パトリック・マーバー |
| 2004 | ネバーランド *                              | マーク・フォースター                   | リチャード・N・グラッドスタイン |
| 2004 | ホテル・ルワンダ                            | テリー・ジョージ                       | テリー・ジョージ |
| 2004 | 愛についてのキンゼイ・レポート              | ビル・コンドン                         | ゲイル・マトラックス |
| 2004 | ミリオンダラー・ベイビー †                  | クリント・イーストウッド               | クリント・イーストウッド |
| 2005 | ブロークバック・マウンテン *                | アン・リー                             | ダイアナ・オサナ |
| 2005 | ナイロビの蜂                                | フェルナンド・メイレレス               | サイモン・チャニング・ウィリアムス |
| 2005 | グッドナイト&グッドラック *                 | ジョージ・クルーニー                   | グラント・ヘスロヴ |
| 2005 | ヒストリー・オブ・バイオレンス              | デヴィッド・クローネンバーグ           | クリス・ベンダー |
| 2005 | マッチポイント                              | ウディ・アレン                         | レッティ・アロンソン |
| 2006 | バベル *                                    | アレハンドロ・ゴンサレス・イニャリトゥ | スティーヴ・ゴリン |
| 2006 | ボビー                                      | エミリオ・エステベス                   | アンソニー・ホプキンス |
| 2006 | ディパーテッド †                            | マーティン・スコセッシ                 | ブラッド・グレイ |
| 2006 | リトル・チルドレン                          | トッド・フィールド                     | アルバード・バーガー |
| 2006 | クィーン *                                  | スティーヴン・フリアーズ               | フランソワ・イヴェルネル |
| 2007 | つぐない *                                  | ジョー・ライト                         | ティム・ビーヴァン |
| 2007 | アメリカン・ギャングスター                  | リドリー・スコット                     | ブライアン・グレイザー |
| 2007 | イースタン・プロミス                        | デヴィッド・クローネンバーグ           | ポール・ウェブスター |
| 2007 | グレート・ディベーター 栄光の教室           | デンゼル・ワシントン                   | オプラ・ウィンフリー |
| 2007 | フィクサー *                                | トニー・ギルロイ                       | シドニー・ポラック |
| 2007 | ノーカントリー †                            | ジョエル&イーサン・コーエン            | ジョエル&イーサン・コーエン スコット・ルーディン |
| 2007 | ゼア・ウィル・ビー・ブラッド *              | ポール・トーマス・アンダーソン         | ポール・トーマス・アンダーソン |
| 2008 | スラムドッグ$ミリオネア †                   | ダニー・ボイル                         | クリスチャン・コルソン |
| 2008 | ベンジャミン・バトン 数奇な人生 *           | デヴィッド・フィンチャー               | キャスリーン・ケネディ フランク・マーシャル |
| 2008 | フロスト×ニクソン *                         | ロン・ハワード                         | ティム・ビーヴァン エリック・フェルナー ブライアン・グレイザー ロン・ハワード                                                                             |
| 2008 | 愛を読むひと *                              | スティーブン・ダルドリー               | アンソニー・ミンゲラ シドニー・ポラック スコット・ルーディン                                                                                              |
| 2008 | レボリューショナリー・ロード/燃え尽きるまで | サム・メンデス                         | ボビー・コーエン サム・メンデス スコット・ルーディン |
| 2009 | アバター *                                  | ジェームズ・キャメロン                 | ジェームズ・キャメロン ジョン・ランドー |
| 2009 | ハート・ロッカー †                          | キャスリン・ビグロー                   | キャスリン・ビグロー マーク・ボール ニコラ・シャルティエ トニー・マーク ドナル・マカスカー グレッグ・シャピロ                                             |
| 2009 | イングロリアス・バスターズ *                | クエンティン・タランティーノ           | ローレンス・ベンダー |
| 2009 | プレシャス *                                | リー・ダニエルズ                       | リサ・コルテス サラ・シーゲル＝マグネス ヴァレリー・ホフマン アスガー・フセイン ゲイリー・マグネス Mark G. Magges Berrgen Swason シモーヌ・シェフィールド |
| 2009 | マイレージ、マイライフ *                    | ジェイソン・ライトマン                 | ダニエル・タビッキ ジェフリー・クリフォード アイヴァン・ライトマン ジェイソン・ライトマン                                                                 |

### 2010年代
| 年   | 映画                                                | 監督                                   | プロデューサー |
| ---- | --------------------------------------------------- | -------------------------------------- | --- |
| 2010 | ソーシャル・ネットワーク *                          | デヴィッド・フィンチャー               | スコット・ルーディン デイナ・ブルネッティ マイケル・デ・ルカ シーアン・チャフィン                                                                                           |
| 2010 | ブラック・スワン *                                  | ダーレン・アロノフスキー               | マイク・メダヴォイ スコット・フランクリン アーノルド・メッサー ブライアン・オリヴァー                                                                                       |
| 2010 | ザ・ファイター *                                    | デヴィッド・O・ラッセル                | デヴィッド・ホバーマン トッド・リーバーマン ライアン・カヴァノー マーク・ウォールバーグ ドロシー・オーフィエロ ポール・タマシー                                             |
| 2010 | インセプション *                                    | クリストファー・ノーラン               | クリストファー・ノーラン エマ・トーマス |
| 2010 | 英国王のスピーチ †                                  | トム・フーパー                         | イアン・キャニング エミール・シャーマン ガレス・アンウィン |
| 2011 | ファミリー・ツリー *                                | アレクサンダー・ペイン                 | アレクサンダー・ペイン ジム・テイラー ジム・バーク |
| 2011 | ヘルプ 〜心がつなぐストーリー〜 *                   | テイト・テイラー                       | クリス・コロンバス マイケル・バーナサン ブランソン・グリーン |
| 2011 | ヒューゴの不思議な発明 *                            | マーティン・スコセッシ                 | グレアム・キング ティム・ヘディントン マーティン・スコセッシ ジョニー・デップ                                                                                               |
| 2011 | スーパー・チューズデー 〜正義を売った日〜           | ジョージ・クルーニー                   | グラント・ヘスロヴ ジョージ・クルーニー ブライアン・オリヴァー |
| 2011 | マネーボール *                                      | ベネット・ミラー                       | マイケル・デ・ルカ レイチェル・ホロヴィッツ ブラッド・ピット |
| 2011 | 戦火の馬 *                                          | スティーヴン・スピルバーグ             | スティーヴン・スピルバーグ キャスリーン・ケネディ |
| 2012 | アルゴ †                                            | ベン・アフレック                       | ベン・アフレック ジョージ・クルーニー グラント・ヘスロヴ |
| 2012 | ジャンゴ 繋がれざる者 *                             | クエンティン・タランティーノ           | ステイシー・シェア レジナルド・ハドリン ピラー・サヴォン |
| 2012 | ライフ・オブ・パイ/トラと漂流した227日 *            | アン・リー                             | アン・リー ギル・ネッター デヴィッド・ウォマーク |
| 2012 | リンカーン *                                        | スティーヴン・スピルバーグ             | スティーヴン・スピルバーグ キャスリーン・ケネディ |
| 2012 | ゼロ・ダーク・サーティ *                            | キャスリン・ビグロー                   | キャスリン・ビグロー コリン・ウィルソン グレッグ・シャピロ テッド・シッパー ミーガン・エリソン                                                                              |
| 2013 | それでも夜は明ける †                                | スティーヴ・マックイーン               | スティーヴ・マックイーン ブラッド・ピット デデ・ガードナー ジェレミー・クレイナー ビル・ポーラド アーノン・ミルチャン アンソニー・カタガス                                  |
| 2013 | キャプテン・フィリップス *                          | ポール・グリーングラス                 | マイケル・デ・ルカ デイナ・ブルネッティ スコット・ルーディン |
| 2013 | ゼロ・グラビティ *                                  | アルフォンソ・キュアロン               | アルフォンソ・キュアロン デヴィッド・ハイマン |
| 2013 | あなたを抱きしめる日まで *                          | スティーヴン・フリアーズ               | ガブリエル・ターナ スティーヴ・クーガン トレイシー・シーウォード |
| 2013 | ラッシュ/プライドと友情                             | ロン・ハワード                         | ロン・ハワード アンドリュー・イートン エリック・フェルナー ブライアン・オリヴァー ピーター・モーガン ブライアン・グレイザー                                                 |
| 2014 | 6才のボクが、大人になるまで。 *                     | リチャード・リンクレイター             | リチャード・リンクレイター キャサリン・サザーランド ジョナサン・セリング ジョン・スロス                                                                                     |
| 2014 | フォックスキャッチャー                              | ベネット・ミラー                       | ベネット・ミラー ミーガン・エリソン アンソニー・ブレグマン |
| 2014 | イミテーション・ゲーム/エニグマと天才数学者の秘密 * | モルテン・ティルドゥム                 | ノーラ・グロスマン アイドー・オストロウスキー テディ・シュワルツマン |
| 2014 | グローリー/明日への行進 *                           | エイヴァ・デュヴァーネイ               | クリスチャン・コルソン オプラ・ウィンフリー デデ・ガードナー ジェレミー・クライナー                                                                                         |
| 2014 | 博士と彼女のセオリー *                              | ジェームズ・マーシュ                   | ティム・ビーバン リサ・ブルース アンソニー・マッカーテン エリック・フェルナー                                                                                               |
| 2015 | レヴェナント: 蘇えりし者 *                          | アレハンドロ・ゴンサレス・イニャリトゥ | アーノン・ミルチャン スティーヴ・ゴリン アレハンドロ・ゴンサレス・イニャリトゥ メアリー・ペアレント デイヴィッド・カンター ジェームズ・W・スコッチドーポル キース・レドモン |
| 2015 | キャロル                                            | トッド・ヘインズ                       | エリザベス・カールセン スティーヴン・ウーリー クリスティン・ヴェイコン |
| 2015 | マッドマックス 怒りのデス・ロード *                 | ジョージ・ミラー                       | ジョージ・ミラー ダグ・ミッチェル P・J・ヴォーテン |
| 2015 | ルーム *                                            | レニー・エイブラハムソン               | エド・ギニー デヴィッド・ハリス |
| 2015 | スポットライト 世紀のスクープ †                     | トム・マッカーシー                     | マイケル・シュガー スティーヴ・ゴリン ニコール・ロックリン バイル・ペイゴン・ファウスト                                                                                     |
| 2016 | ムーンライト †                                      | バリー・ジェンキンス                   | デデ・ガードナー ジェレミー・クライナー アデル・ロマンスキー |
| 2016 | ハクソー・リッジ *                                  | メル・ギブソン                         | テリー・ベネディクト ポール・カリー ブルース・デイヴィ ウィリアム・D・ジョンソン ビル・メカニック ブライアン・オリヴァー デヴィッド・パーマット タイラー・トンプソン        |
| 2016 | 最後の追跡 *                                        | デヴィッド・マッケンジー               | ピーター・バーグ Carla Hacken Sidney Kimmel Gigi Pritzker Rachel Shane Julie York                                                                                           |
| 2016 | LION/ライオン 〜25年目のただいま〜 *                | ガース・デイヴィス                     | イアン・カニング アンジー・フィールダー エミール・シャーマン |
| 2016 | マンチェスター・バイ・ザ・シー *                    | ケネス・ロナーガン                     | キンバリー・スチュワード ローレン・ベック クリス・ムーア マット・デイモン ケヴィン・Ｊ・ウォルシュ                                                                          |
| 2017 | スリー・ビルボード *                                | マーティン・マクドナー                 | グレアム・ブロードベント ピート・チャーニン マーティン・マクドナー |
| 2017 | 君の名前で僕を呼んで *                              | ルカ・グァダニーノ                     | ピーター・スピアーズ ルカ・グァダニーノ エミリー・ジョルジュ ホドリゴ・テイシェイラ マルコ・モラビート ジェームズ・アイヴォリー ハワード・ローゼンマン                      |
| 2017 | ダンケルク *                                        | クリストファー・ノーラン               | クリストファー・ノーラン エマ・トーマス |
| 2017 | ペンタゴン・ペーパーズ/最高機密文書 *               | スティーヴン・スピルバーグ             | スティーヴン・スピルバーグ クリスティ・マコスコ・クリーガー エイミー・パスカル                                                                                              |
| 2017 | シェイプ・オブ・ウォーター †                        | ギレルモ・デル・トロ                   | ギレルモ・デル・トロ J・マイルズ・デイル |
| 2018 | ボヘミアン・ラプソディ *                            | ブライアン・シンガー                   | グレアム・キング ジム・ビーチ |
| 2018 | ブラックパンサー *                                  | ライアン・クーグラー                   | ケヴィン・ファイギ |
| 2018 | ブラック・クランズマン *                            | スパイク・リー                         | ショーン・マッキトリック ジェイソン・ブラム レイモンド・マンスフィールド ショーン・レディック ジョーダン・ピール スパイク・リー                                             |
| 2018 | ビール・ストリートの恋人たち                        | バリー・ジェンキンス                   | アデル・ロマンスキー サラ・マーフィ バリー・ジェンキンス デデ・ガードナー ジェレミー・クライナー                                                                            |
| 2018 | アリー/ スター誕生 *                                | ブラッドリー・クーパー                 | ビル・ガーバー ブラッドリー・クーパー リネット・ハウエル・テイラー |
| 2019 | 1917 命をかけた伝令                                 | サム・メンデス                         | サム・メンデス ピッパ・ハリス カラム・マクドゥガル ブライアン・オリヴァー                                                                                                   |
| 2019 | アイリッシュマン                                    | マーティン・スコセッシ                 | マーティン・スコセッシ ジェーン・ローゼンタール エマ・ティリンジャー・コスコフ ロバート・デ・ニーロ ガストン・パヴロヴィッチ                                                |
| 2019 | ジョーカー                                          | トッド・フィリップス                   | トッド・フィリップス ブラッドリー・クーパー エマ・ティリンガー・コスコフ |
| 2019 | マリッジ・ストーリー                                | ノア・バームバック                     | ノア・バームバック デヴィッド・ハイマン |
| 2019 | 2人のローマ教皇                                     | フェルナンド・メイレレス               | ダン・リン ジョナサン・アイリッヒ トレイシー・シーワード |

### 2020年代
| 年   | 映画                             | 監督                           | プロデューサー                                                                                                   |
| ---- | -------------------------------- | ------------------------------ | --- |
| 2020 | ノマドランド †                   | クロエ・ジャオ                 | フランシス・マクドーマンド ピーター・スピアーズ モリー・アッシャー ダン・ジャンヴィー クロエ・ジャオ             |
| 2020 | ファーザー *                     | フローリアン・ゼレール         | デヴィッド・パーフィット ジャン＝ルイ・リヴィ フィリップ・カルカソンヌ                                           |
| 2020 | Mank/マンク *                    | デヴィッド・フィンチャー       | セアン・チャフィン エリック・ロス ダグラス・アーバンスキー                                                       |
| 2020 | プロミシング・ヤング・ウーマン * | エメラルド・フェネル           | ジョシー・マクナマラ ベン・ブラウニング アシュリー・フォックス エメラルド・フェネル                              |
| 2020 | シカゴ7裁判 *                    | アーロン・ソーキン             | スチュアート・M・ベッサー マーク・E・プラット                                                                    |
| 2021 | パワー・オブ・ザ・ドッグ *       | ジェーン・カンピオン           | エミール・シャーマン イアン・カニング ロジェ・フラピエ ジェーン・カンピオン タニヤ・セガッチアン                 |
| 2021 | ベルファスト *                   | ケネス・ブラナー               | ローラ・バーウィック ケネス・ブラナー ベッカ・コヴァチック テイマー・トーマス                                    |
| 2021 | コーダ あいのうた †              | シアン・ヘダー                 | ファブリス・ジャンフェルミ フィリップ・ルスレ ジェローム・セドゥ パトリック・ワックスバーガー                    |
| 2021 | DUNE/デューン 砂の惑星 *         | ドゥニ・ヴィルヌーヴ           | メアリー・ペアレント ドゥニ・ヴィルヌーヴ ケイル・ボイター ジョー・カラッチョロ・ジュニア                        |
| 2021 | ドリームプラン *                 | レイナルド・マーカス・グリーン | ティム・ホワイト トレバー・ホワイト ウィル・スミス                                                               |
| 2022 | フェイブルマンズ                 | スティーヴン・スピルバーグ     | Kristie Macosko Krieger, Steven Spielberg, Tony Kushner                                                          |
| 2022 | Avatar: The Way of Water         | ジェームズ・キャメロン         | James Cameron, Jon Landau                                                                                        |
| 2022 | Elvis                            | Baz Luhrmann                   | Baz Luhrmann, Catherine Martin, Gail Berman, Patrick McCormick, Schuyler Weiss                                   |
| 2022 | Tár                              | Todd Field                     | Todd Field, Alexandra Milchan, Scott Lambert                                                                     |
| 2022 | Top Gun: Maverick                | Joseph Kosinski                | Jerry Bruckheimer, Tom Cruise, Christopher McQuarrie, David Ellison                                              |
| 2023 | オッペンハイマー                 | クリストファー・ノーラン       | Emma Thomas, Charles Roven, Christopher Nolan                                                                    |
| 2023 | Anatomy of a Fall                | Justine Triet                  | Marie-Ange Luciani, David Thion                                                                                  |
| 2023 | Killers of the Flower Moon       | Martin Scorsese                | Dan Friedkin, Bradley Thomas, Martin Scorsese, Daniel Lupi                                                       |
| 2023 | Maestro                          | Bradley Cooper                 | Martin Scorsese, Steven Spielberg, Bradley Cooper, Fred Berner, Amy Durning, Kristie Macosko Krieger             |
| 2023 | Past Lives                       | Celine Song                    | David Hinojosa, Christine Vachon, Pamela Koffler                                                                 |
| 2023 | The Zone of Interest             | Jonathan Glazer                | James Wilson, Ewa Puszczyńska                                                                                    |
| 2024 | ブルータリスト                   | ブラディ・コーベット           | Trevor Matthews, Nick Gordon, Brian Young, Andrew Morrison, Andrew Lauren, D.J. Gugenheim, Brady Corbet          |
| 2024 | A Complete Unknown               | James Mangold                  | Fred Berger, James Mangold, Alex Heineman, Bob Bookman, Peter Jaysen, Alan Gasmer, Jeff Rosen, Timothée Chalamet |
| 2024 | Conclave                         | Edward Berger                  | Tessa Ross, Juliette Howell, Michael Jackman, Alice Dawson, Robert Harris                                        |
| 2024 | Dune: Part Two                   | Denis Villeneuve               | Mary Parent, Cale Boyter, Patrick McCormick, Tanya Lapointe, Denis Villeneuve                                    |
| 2024 | Nickel Boys                      | RaMell Ross                    | Dede Gardner, Jeremy Kleiner, David Levine, Joslyn Barnes                                                        |
| 2024 | September 5                      | Tim Fehlbaum                   | Philipp Trauer, Thomas Wöbke, Tim Fehlbaum, Sean Penn, John Ira Palmer, John Wildermuth                          |